# Conjugat
En matemàtiques, el conjugat d'un nombre complex {\displaystyle z} és el nombre complex format de la mateixa part real que {\displaystyle z} i de la part imaginària oposada.

## Definició
El conjugat d'un nombre complex {\displaystyle z=a+bi\,}, on a i b són reals, és {\displaystyle {\bar {z}}=a-bi}.
En el pla complex, el punt d'afix {\displaystyle {\bar {z}}} és el simètric del punt d'afix {\displaystyle z\,} respecte de l'eix de les abscisses.
El mòdul del conjugat resta inalterat.
Hom pot definir una aplicació, anomenada conjugació, mitjançant
{\displaystyle {\begin{array}{r|ccc}c:&\mathbb {C} &\longrightarrow &\mathbb {C} \\&z&\longmapsto &{\overline {z}}\end{array}}}
La conjugació és una operació lineal contínua.

## Propietats
Sia {\displaystyle (z,w)\in \mathbb {C} ^{2}}.
- {\displaystyle \left|{\bar {z}}\right|=\left|z\right|}

- {\displaystyle z+{\overline {z}}=2\,\Re (z)} (on {\displaystyle \Re (z)=a} és la part real de {\displaystyle z})

- {\displaystyle z-{\overline {z}}=2i\,\Im (z)} (on {\displaystyle \Im (z)=b} és la part imàginaria de {\displaystyle z})

- z és real si i només si {\displaystyle {\bar {z}}=z}

- z és imaginari pur si i només si {\displaystyle {\bar {z}}=-z}

- {\displaystyle {\overline {z+w}}={\bar {z}}+{\bar {w}}}

- {\displaystyle {\overline {zw}}={\bar {z}}\times {\bar {w}}}; per consegüent : {\displaystyle {\overline {z^{n}}}=\left({\overline {z}}\right)^{n}} si {\displaystyle n\in \mathbb {N} }

- {\displaystyle z{\overline {z}}=\left|z\right|^{2}}; per consegüent, si {\displaystyle z} és no nul, {\displaystyle z^{-1}={{\overline {z}} \over {\left|z\right|^{2}}}}

- {\displaystyle {\overline {\left({\frac {z}{w}}\right)}}={\frac {\bar {z}}{\bar {w}}}} si {\displaystyle w\,} és no nul.